# Paderbornisches Platt
Das Paderborner Platt, Paderbornisch bzw. Paderbörnisch (paderbornisch: Paderbüörner Platt, Patterböarner Platt, Paterboärnsk Platt, patterbürnsk Platt) ist eine Dialektgruppe des Ostwestfälischen, die weitgehend im Paderborner Land gesprochen wird. In der Regel wird sie zum westfälischen Zweig des Westniederdeutschen gerechnet.

## Verbreitung und Bedeutung
Mit Paderborner Platt bezeichnet man im engeren Sinne eine Gruppe von niederdeutschen Ortsmundarten rund um Paderborn und im erweiterten Sinne eine Gruppe von Ortsmundarten im Landkreis Paderborn und in den Altkreisen Büren, Brakel und Warburg sowie in westlichen Teilen des Altkreises Höxter, d. h. Ortsmundarten, die im Hochstift Paderborn, dem ehemaligen Hochstift Paderborn im heutigen Nordrhein-Westfalen, gesprochen werden.
In der Regel werden beiden Gruppen zum Westfälischen, genauer zum Ostwestfälischen gezählt.
Sprach die Landbevölkerung Anfang des 20. Jahrhunderts noch flächendeckend Niederdeutsch, hat sich das Hochdeutsche überwiegend durchgesetzt. Als alltägliche Umgangssprache existiert das paderbornische Platt kaum noch.

## Sprachgeschichte
Anfang des 19. Jahrhunderts sprach die Landbevölkerung überwiegend Niederdeutsch. Die hochdeutsche Sprache wurde durch mehrere Maßnahmen eingeführt und hat sich als Verkehrssprache durchgesetzt und das Niederdeutsche verdrängt. In einigen Familien und Ortschaften wird aber heute noch Niederdeutsch gesprochen. Zudem gibt es einige Heimatvereine, die niederdeutsche Arbeitskreise besitzen und die niederdeutschen Ortsmundarten pflegen. Ferner existieren einige frei organisierte niederdeutsche Gesprächskreise in beiden Landkreisen. Niederdeutsche Sprachsubstrate sind in der heutigen hochdeutschen Regionalsprache vorhanden.

## Sprachbeispiele
- In Paterboärn was en allen Gastwerth, Silväster Müssen met Namen, by diäm dei Geistliken gewühnlich loschierden, un dei sik met den Heerens geren vexeierte. Mol saggte hei tom siäligen Pasteor Nagel iut Guitsel: „Äh, Nagel möcht’ ik doch nich heiten; diän schlätt jidereiner up den Kopp.“ – „O“, saggte Nagel, „dänn mott me geschwinne de Müssen upsetten.“[2]
In Paderborn war ein alter Gastwirt, Silvester Mütze mit Namen, bei dem die Geistlichen gewöhnlich logierten, und der sich mit den Herren gerne neckte. Einmal sagte er zum seligen Pastor Nagel aus Gütersloh: „Äh, Nagel möchte ich nicht heißen, dem schlägt jeder auf den Kopf.“ – „Oh“, sagte Nagel, „dann muss man geschwind die Mütze aufsetzen.“

- En Isel, dei Dukoten schitt,
 Diän hett wey Paderbüörnsken nit,
 Doch gift et Isels genaug in der Welt,
 Dei kaupet use Papeyergeld.[3]
Einen Esel, der Dukaten scheißt,
 den haben wir Paderborner nicht,
 doch gibt es Esel genug auf der Welt,
 die kaufen unser Papiergeld.

## Plattdeutsche Autoren aus dem Sprachgebiet
- Käthe Clausmeyer-Glaen (aus Dahl)
- Herbert Dohmann
- Johannes Franz Hunold (Werk: Mein Patterböarner Platt)
- Antonia Klaholz (aus Vinsebeck, 1922–2012)
- Richard Knoche (aus Brakel; Werke: Niu lustert mol, Lähm up, Nix för ungud)
- Fritz Kukuk
- Heinz Küting (aus Schwaney)
- Elisabeth Poganiuch-Flören (aus Wewer, 1907–1982; von Bernhard Sill wurden in den 2010er-Jahren Teile ihrer Werke herausgegeben)
- Therese Pöhler
- Hans Schier (* 1923)
- Antun Willdeygud
- Ferdinand Wippermann
- sowie Johannes Buse, Therese Koch, Anton Riesel (1917–2017, aus Vinsebeck), Aloys Vogedes

## Wissenschaftliche Forschung
Die Ortsmundarten im Paderborner Land sind im Vergleich zu anderen Dialektgruppen in Westfalen (Münsterländisch, Sauerländisch) wenig bzw. gar nicht wissenschaftlich erforscht. Der Schriftsprachwechsel vom Mittelniederdeutschen zum Hochdeutschen ist im Paderborner Raum bislang nicht untersucht.